# چارلز برنت
چارلز برنت (انگلیسی: Charles Burnett؛ ۳۰ اکتبر ۱۸۴۳ – ۱۹۱۵) فرد نظامی اهل پادشاهی متحد بریتانیای کبیر و ایرلند بود. وی برندهٔ جوایزی همچون نشان حمام و نشان سلطنتی ویکتوریایی شده است.
او برنت در سنت کیلدا، ویکتوریا، پسر جان الکساندر برنت متولد شد. او در سال ۱۸۶۱ به هنگ پانزدهم اعزام شد. او در جنگ سوم انگلیس و آشانتی از سال ۱۸۷۳ تا ۱۸۷۴ شرکت کرد، سپس در کالج نظامی سلطنتی سندهرست تحصیل کرد و فارغ‌التحصیل شد. او سپس در جنگ دوم انگلیس و افغانستان از سال ۱۸۷۸ تا ۱۸۸۰ به‌طور فعال خدمت کرد.
برنت در سال ۱۸۸۰ به عنوان معاون آجودان کل در بمبئی و در سال ۱۸۸۷ به عنوان فرمانده تفنگداران سلطنتی ایرلند منصوب شد. او در سال ۱۸۹۳ به عنوان معاون آجودان کل در آلدرشات ارتقا یافت. او در سال ۱۸۹۵ به درجه سرلشکری ارتقا یافت و در سال ۱۸۹۶ به عنوان افسر کل فرماندهی منطقه شرقی منصوب شد و سپس در سال ۱۸۹۸ به هند بریتانیا اعزام شد و تا سال ۱۹۰۰ فرمانده منطقه پونا بود. او در مراسم بزرگداشت تولد ۱۹۰۰، مدال قیصر هند را دریافت کرد. در سال ۱۹۰۵ به درجه سپهبدی ارتقا یافت.
در طول جنگ روسیه و ژاپن از فوریه تا سپتامبر ۱۹۰۵، او ناظر ارشد نظامی بریتانیا بود که در ارتش امپراتوری ژاپن در منچوری مستقر بود.
او از سال ۱۹۰۷ تا ۱۹۱۰ به عنوان افسر کل فرمانده کل فرماندهی غرب خدمت کرد.
او در سال ۱۹۱۰ بازنشسته شد.